# Dvorac Gorica (Pregrada)
Dvorac Gorica je višeslojni objekt u gradu Pregradi, zaštićeno kulturno dobro.

## Opis dobra
Sagradili su ga Keglevići na prijelazu iz 16. u 17. st., u vrijeme napuštanja srednjovjekovnih burgova, na blagoj uzvisini nedaleko Pregrade. Jednokatna građevina, tlocrtnog oblika krnjeg slova „U“, s jednom ugaonom cilindričnom kulom, a s dvorišne strane rastvoren arkadama. Unutarnji prostor presvođen je bačvastim i križnim svodovima, opremljen namještajem iz doba historicizma i secesije. Katu se pristupa dvokrakim stubištem, prigrađenim s dvorišne strane kao samostalna prostorna jedinica. Za razliku od većine zagorskih dvoraca koji su barokizacijom bitno izmijenjeni, ovaj je sačuvao oblike prijelaznog ranobaroknog stila koji najčešće razrađuje formu renesansnog kaštela s ugaonim kulama.

## Zaštita
Pod oznakom Z-1907 zavedena je kao nepokretno kulturno dobro – pojedinačno, pravna statusa zaštićena kulturnog dobra, klasificirano kao "profana graditeljska baština".